# Tindaria hessleri
Tindaria hessleri — вид двостулкових молюсків родини Tindariidae. Це морський демерсальний вид, що мешкає на півночі Атлантичного океану біля берегів Європи. 